# Wjalosero
Der Wjalosero (russisch Вялозеро) ist ein See im südlichen Teil der Halbinsel Kola in der russischen Oblast Murmansk.
Der See hat eine Fläche von 98,6 km² und liegt auf einer Höhe von 121 m. Der Wjalosero ist zwischen Ende Oktober Anfang November und Ende Mai eisbedeckt. Größere Zuflüsse sind Sen (Сень) und Oderrutschei (Одерручей). Der Wjalosero wird von der Wjala, einem Nebenfluss der Umba, entwässert.